# 訃報 1981年1月
訃報 1981年1月（ふほう 1981ねん1がつ）では、1981年（昭和56年）1月中に物故した、又は物故が報じられた人物についてまとめる。

## （1日 - 15日）

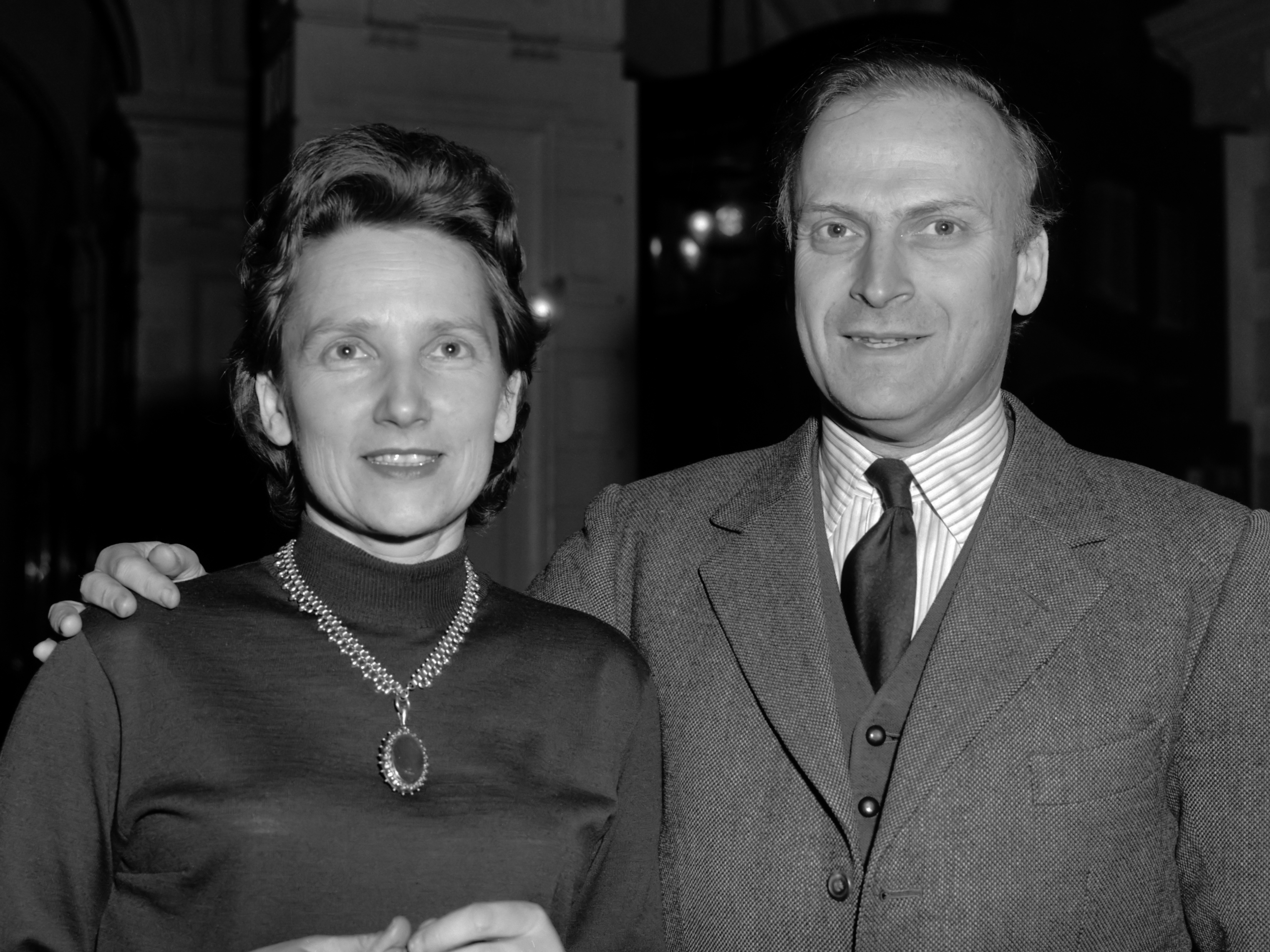
ヘプシバ・メニューイン（左）／1月1日没

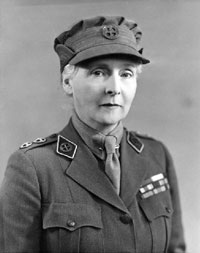
アリス・オブ・オールバニ／1月3日没

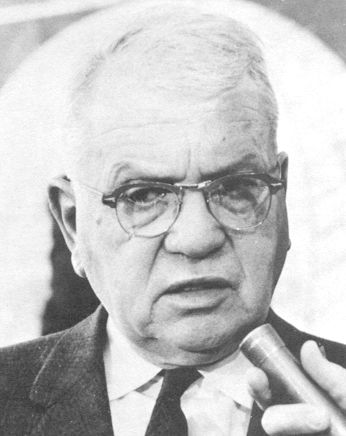
ハロルド・ユーリー／1月5日没

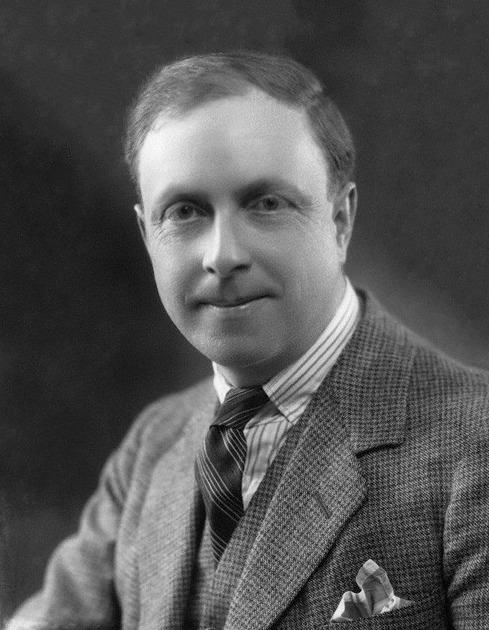
A・J・クローニン／1月6日没

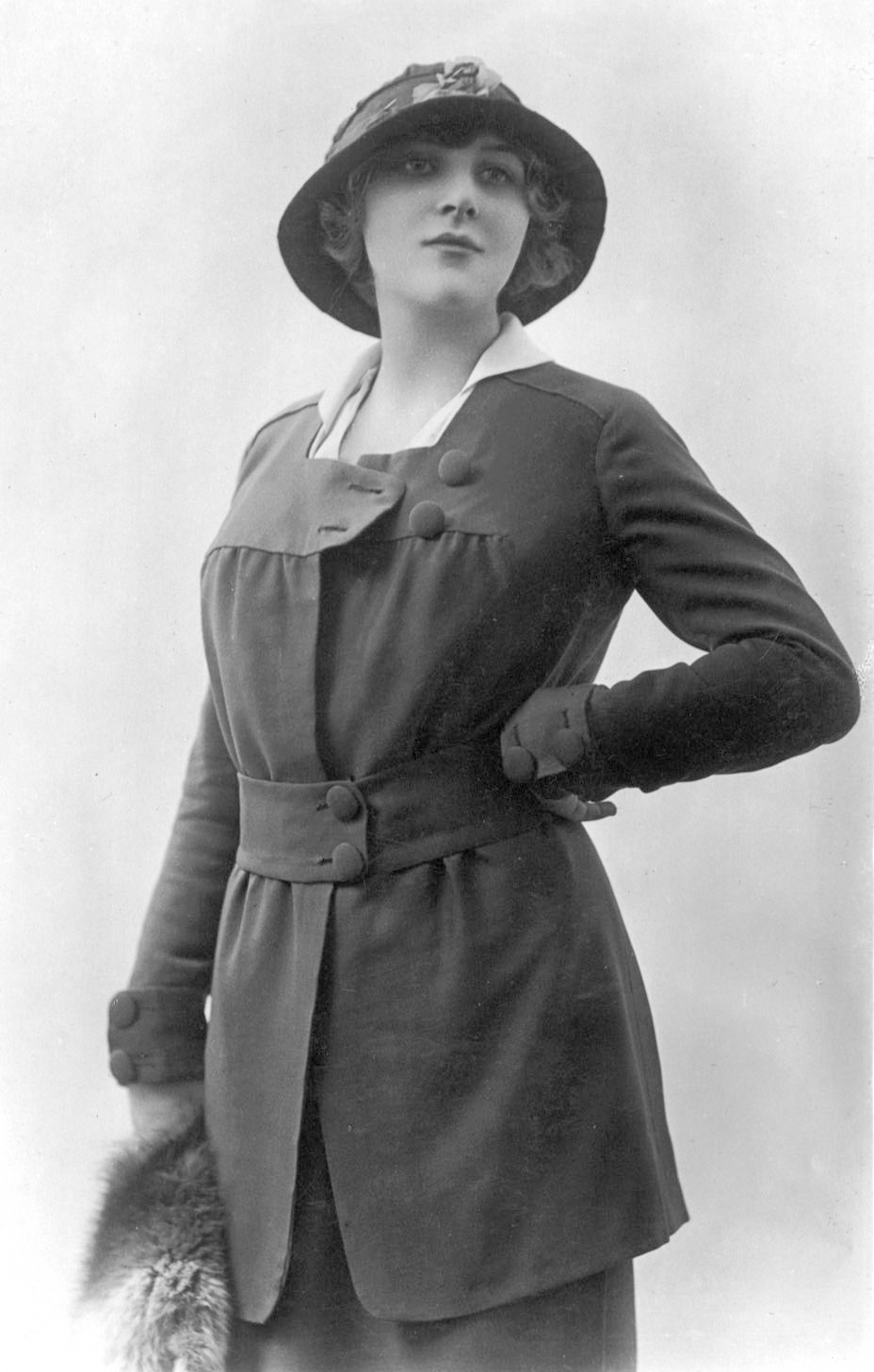
イソベル・エルソム／1月12日没

- 1月1日 - ヘプシバ・メニューイン[1]、アメリカ合衆国出身のピアノ奏者（* 1920年）
- 1月3日 - アリス・オブ・オールバニ、イギリスの王女、イギリス女王ヴィクトリアの孫の一人（* 1883年）
- 1月3日 - 長崎抜天、日本の漫画家（* 1904年）
- 1月3日 - 青木英五郎、日本の裁判官・弁護士（* 1909年）
- 1月3日 - 辻久一[要出典]、日本の脚本家・映画プロデューサー（* 1914年）
- 1月5日 - ハロルド・ユーリー、アメリカ合衆国の化学者（* 1893年）
- 1月5日 - ジェームズ・マーティン、イギリスの技術者・企業家（* 1893年）
- 1月6日 - A・J・クローニン、スコットランドの小説家・劇作家（* 1896年）
- 1月8日 - 江上茂、日本の空手家、松濤会の創始者（* 1912年）
- 1月10日 - 荒居英次、日本の歴史学者・日本史学者（* 1927年）
- 1月12日 - イソベル・エルソム、イギリス/アメリカ合衆国の女優（* 1893年）
- 1月14日 - 五十嵐豊作、日本の政治学者（* 1907年）

## （16日 - 31日）

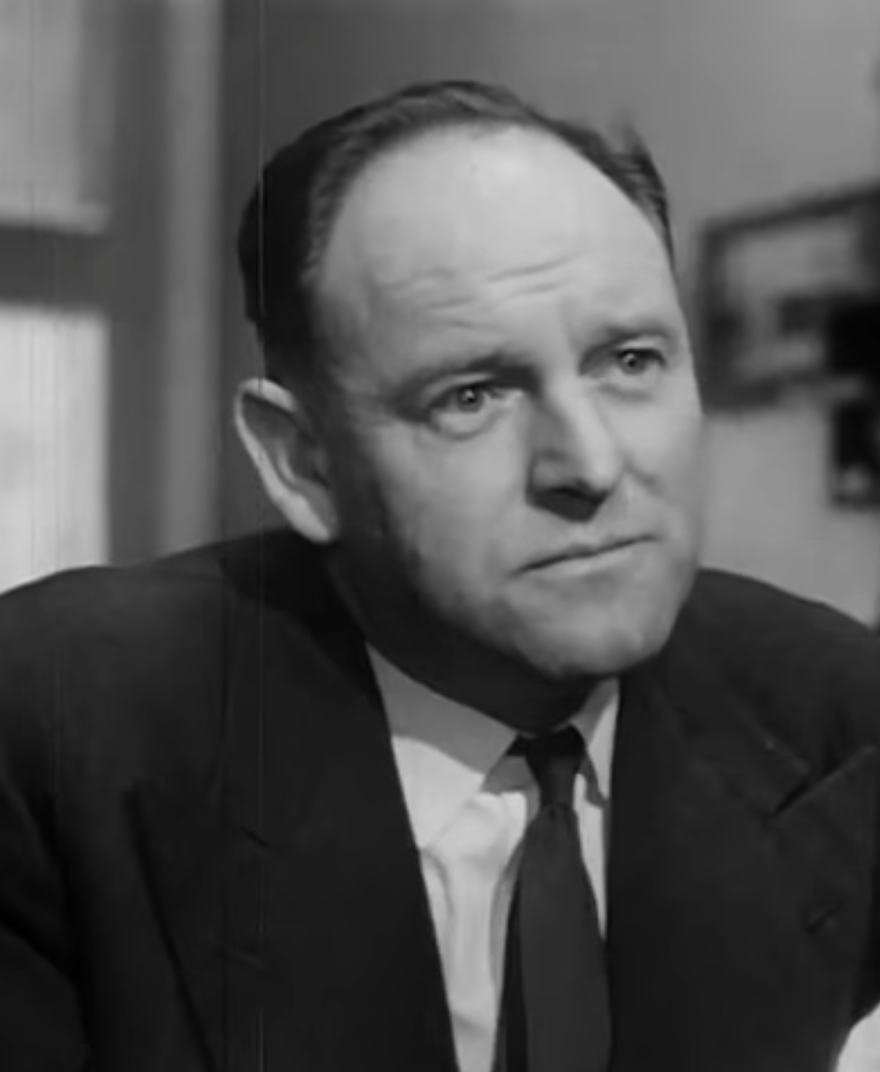
バーナード・リー／1月16日没

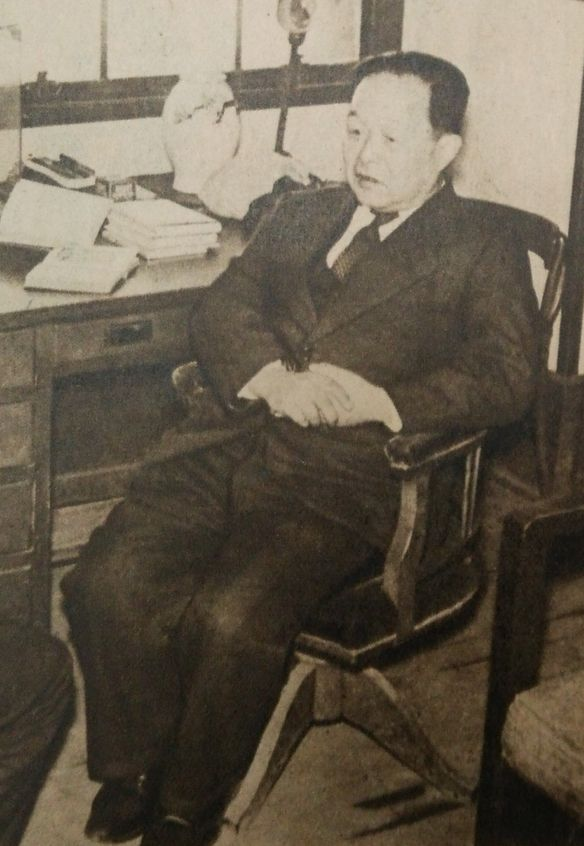
福原麟太郎／1月18日没

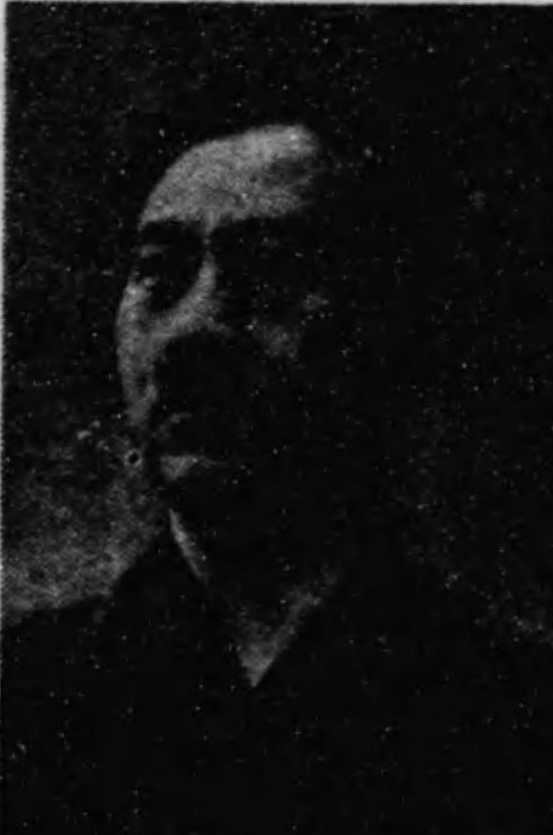
青木清左衛門／1月21日没

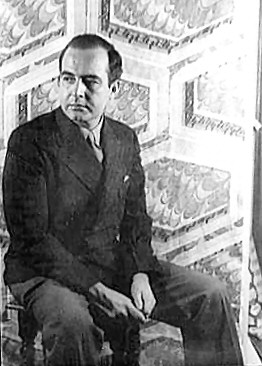
サミュエル・バーバー／1月23日没

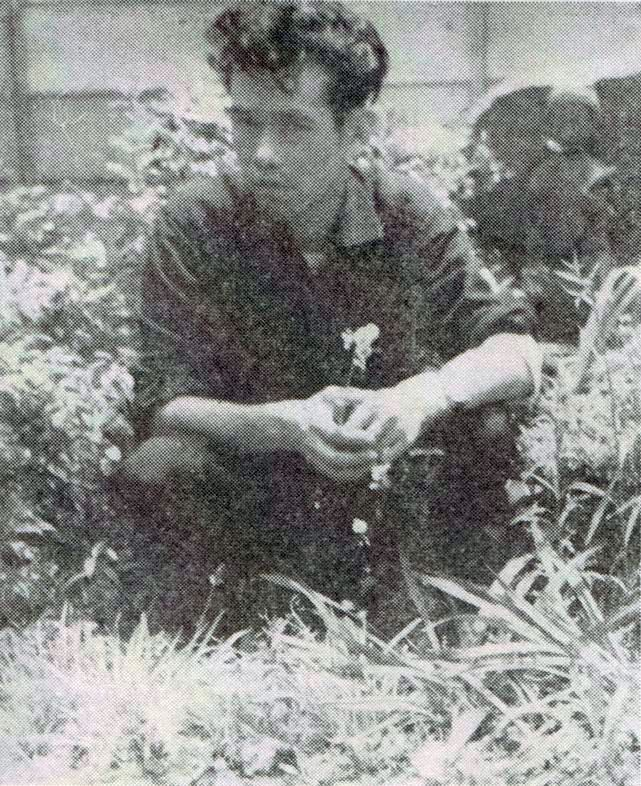
谷内六郎／1月23日没

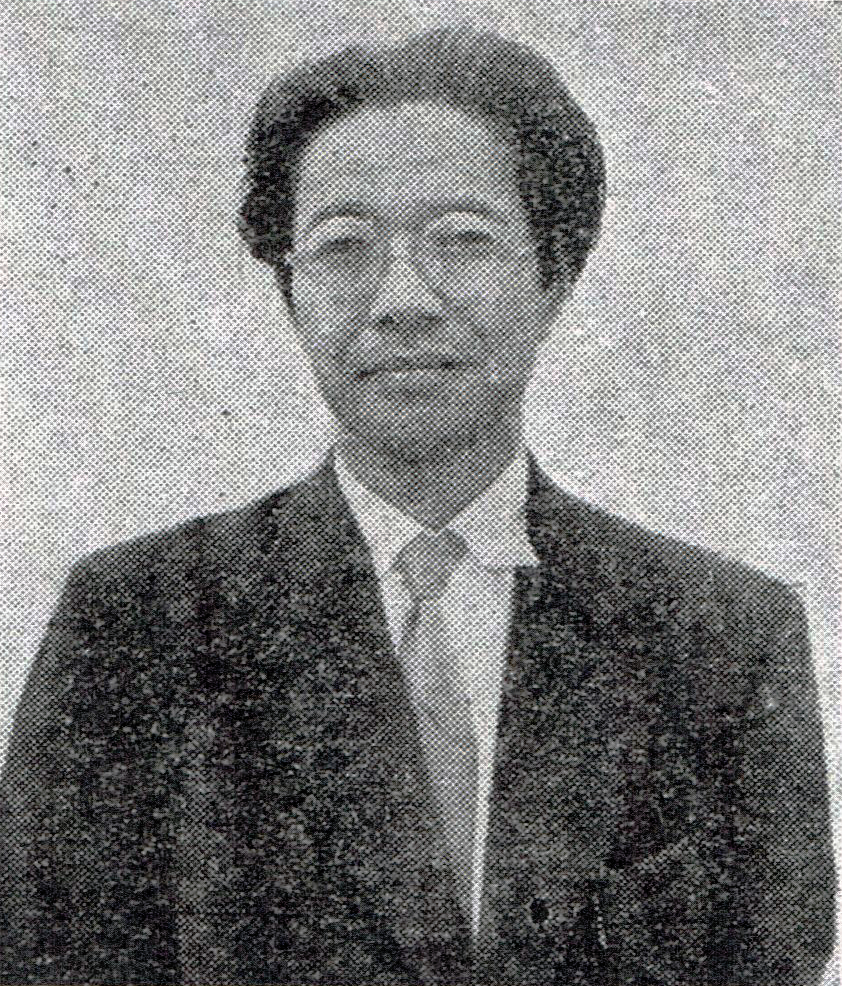
宮本常一／1月30日没

- 1月16日 - バーナード・リー、イギリスの俳優（* 1908年）
- 1月16日 - 二代目博多淡海、日本の喜劇役者（* 1930年）
- 1月18日 - 福原麟太郎、日本の英文学者・エッセイスト（*1894年）
- 1月18日 - 和久井節緒、日本の俳優（*1932年）
- 1月19日 - 吉田法晴、日本の政治家、初代北九州市市長・日本社会党参議院議員（* 1908年）
- 1月21日 - 青木清左衛門、日本の実業家・青年団指導者、政治家・衆議院議員（* 1899年）
- 1月22日 - ルドルフ・ガイガー（英語版）、ドイツの気象学者（* 1894年）
- 1月23日 - サミュエル・バーバー、アメリカ合衆国の作曲家（* 1910年）
- 1月23日 - 谷内六郎、日本の画家（* 1921年）
- 1月28日 - 完倉泰一、日本の撮影監督（* 1912年）
- 1月29日 - キップ・ハミルトン（英語版）、アメリカ合衆国の女優、歌手（* 1935年）
- 1月30日 - 宮本常一、日本の民俗学者（* 1907年）